# (257371) Miguelbello
(257371) Miguelbello est un astéroïde de la ceinture principale.

## Description
(257371) Miguelbello est un astéroïde de la ceinture principale. Il fut découvert le 14 août 2009 à La Sagra par l'observatoire astronomique de Majorque. Il présente une orbite caractérisée par un demi-grand axe de 3,07 UA, une excentricité de 0,08 et une inclinaison de 8,0° par rapport à l'écliptique.

## Compléments